# Stedocys
Stedocys is een geslacht van spinnen uit de familie lijmspuiters.

## Soorten
- Stedocys leopoldi (Giltay, 1935)
- Stedocys pagodas Labarque et al., 2009
- Stedocys uenorum Ono, 1995